# Бабійчук Олександр Олександрович (футболіст)
Олександр Олександрович Бабійчук (нар. 2 лютого 1973, смт Чечельник, Вінницька область, УРСР) — український футболіст, нападник. У Вищій лізі України грав за вінницьку «Ниву».

## Життєпис
Професіональну кар'єру розпочав у нижчоліговому китайському клубі «Шоуган» (Пекін). У сезоні 1992/93 років повернувся до України, де виступав в аматорському чемпіонаті України за «Гарт» (Бородянка) та «Авангард» (Крижопіль). Під час зимової перерви сезону 1993/94 років перербрався в «Артанію». У футболці очаківського клубу дебютував 27 березня 1994 року в програному (0:1) домашньому поєдинку 21-о туру Першої ліги проти київського «Динамо-2». Бабійчук вийшов на поле в стартовому складі та відіграв увесь матч. Дебютним голом у професіональній кар'єрі відзначився 9 червня 1994 року на 35-й хвилині переможного (3:2) домашнього поєдинку 35-о туру першої ліги проти хмельницького «Нор-АМ-ЛТД-Поділля». Бабійчук вийшов на поле в стартовому складі та відіграв увесь матч. У чемпіонатах України зіграв 25 матчів (2 голи), ще 1 матч зіграв у кубку України. Після цього знову виїхав до Китаю, де грав за «Шоуган». Сезон 1995/96 років дограв в аматорському колективі «Хімік» (Житомир).
Під час зимової перерви сезону 1996/97 років перейшов у «Ниву». Дебютував у футболці вінницького клубу 11 березня 1997 року в програному (1:2) виїзному поєдинку 16-о туру Першої ліги проти франківського «Прикарпаття». Олександр вийшов на поле на 68-й хвилині, замінивши Олександра Шевченка. Дебютними голами у вищих дивізіонах українського чемпіонату відзначився 20 травня 1997 року на 19-й та 78-й хвилинах переможного (3:1) домашнього поєдинку 26-о туру проти кіровоградської «Зірки-НІБАС». Бабійчук вийшов на поле в стартовому складі, а на 68-й хвилині отримав жовту картку. У складі вінницького клубу зіграв 26 матчіа (3 голи) у чемпіонатах України. Ще 3 поєдинки у сезоні 1997/98 років зіграв 3 матчі в Другої ліги за «Ниву» (Бершадь). 
З 1999 по 2000 рік грав в аматорському чемпіонаті України «Нива-Текстильник» (Дунаївці) та «Кіровець» (Могилів-Подільський). Під час зимової перерви сезону 2000/01 років перейшов у друголігове «Поділля» (Хмельницький). У команді провів один рік. Футбольну кар'єру завершив 2002 року в аматорському чемпіонаті «Лисоня» (Бережани).

## Особисте життя
Брат, Сергій, також професіональний футболіст.